# Nur wer die Sehnsucht kennt
Nur wer die Sehnsucht kennt – piętnasty album muzyczny niemieckiego zespołu Die Flippers z roku 1986.

## Lista utworów
1. Nur wer die Sehnsucht kennt – 3:35
2. Traum von Mykonos  – 3:15
3. Du bist die Sonne...  – 3:14
4. Wenn es Frühling wird in Amsterdam – 3:10
5. Heut Nacht hab ich Dich verloren – 3:34
6. Jeder Abschied kann ein neuer Anfang sein – 3:05
7. Die rote Sonne von Barbados – 3:27
8. Tausendmal mit dir träumen – 3:13
9. Wann kommst du wieder – 3:03
10. Bitte bleib mir treu – 3:35
11. Veronika – 3:07
12. Adios my love– 3:03